# U英語と非U英語
U英語と非U英語（ユーえいごとひユーえいご、英語: U and non-U English）とは、イギリスにおける上流階級的な英語と非上流階級的な英語を指す言葉である。「U」は上流階級（英: upper class）を、「非U」は野心的な中流または下層階級を表す。この使用は1950年代のイギリスにおける社会方言を議論する際によく使われる用語である。社会階層によって異なる使用語彙は、しばしば直観に反しているような様相を見せた。というのも、中流階級は自分たちをより上品に見せたい（上流らしく見せたいという過度な欲求）がために「凝った」、あるいは流行りの言葉、さらには造語や婉曲法を好んで使い、上流階級は、労働者階級も使うような飾り気のないそれまで通りの言葉を使用していたと考えられるからである。これは上流階級に属する人々の社会的地位は安泰であり、言葉遣いによって上品さを誇示することに躍起になる必要がなかったからであると考えられている。

## 歴史
U英語と非U英語の議論の口火はバーミンガム大学で言語学の教授をしているアラン・S・C・ロスによって切られた。ロスは、フィンランドの専門的な言語学雑誌に掲載された、社会階級によって発生する英語使用の違いに関する記事の中で、「U英語」と「非U英語 」という用語をはじめて使った。  
ミットフォード姉妹の一員でイギリス貴族階級出身の作家であるナンシー・ミットフォードはこの議論に感化され、'The English Aristocracy' というエッセイの中ですぐにその語法について取り上げた。このエッセイは1954年にスティーブン・スペンダーが自身の雑誌 Encounter に掲載した。ミットフォードが上流階級によって使われる語の解説（いくつかは表セクションに掲載）を取り上げたことにより、イングランドにおける階級意識と上流気取りに関する不安に満ちた国民的な論争が沸き起こることとなった。この論争には多くの自己省察が盛り込まれていたが、その省察自体が火に油を注ぐ結果となった。このエッセイは1956年にNoblesse Oblige: an Enquiry into the Identifiable Characteristics of the English Aristocracy として再版され、この本にはイヴリン・ウォー、 ジョン・べッチャマンらの寄稿、そしてロスの元の記事の「要約・簡略版」も入っていた。
U英語と非U英語の問題は、軽く受け止めることもできるようなものであったが、当時の人々は非常に真剣にそれを議論した。これは1950年代のイギリスにおいて、ついこのあいだ戦後の緊縮政策の不安から抜け出した中級階級の心情を反映した問題と見なされるようになってしまった。特に、マスメディアは、それを多くの話題の発端とみなし、当初意図されていた以上に議論を大々的なものにしてしまった。 これには、第二次世界大戦以前は直観的に好ましく思われた、「ワンランク上」の文化や作法を実践することで「見栄を張る」考え方が、既に腹立たしいものと思われるようになってしまったことが関連していた。
この背景にある単語や考えには、20世紀末までにほとんど時代遅れとなってしまったものもある。その頃イギリスでは反上流気取りによって上流階級と中級階級の若年層が河口域英語やモックニーといった労働者階級の話し方の要素を取り入れるようになっていた。しかしながら、ほぼ全てではないものの、多くの違いは非常に浸透しており、それゆえ社会階級を決定づける指針として見なされ得る。

### アメリカの語法
1940年のアメリカの上流階級と中級階級間の話し方の違いに関する研究は、ロスの研究結果と非常に似通っていた。例えば、アメリカの上流階級は'curtains'というのに対して、中級階級は'drapes'という単語を使う。特に、イギリスの語法とは逆の例として、裕福な人々は‘toilet’を使うが、それほど裕福でない人々は‘ lavatory’を使う。

## 例
| U                         | Non-U                    | 日本語                         |
| ------------------------- | ------------------------ | ------------------------------ |
| Bike or bicycle           | Cycle                    | 自転車                         |
| Dinner jacket             | Dress suit               | （男子用）夜会服               |
| Knave                     | Jack (cards)             | トランプのジャック             |
| Vegetables                | Greens                   | 野菜                           |
| Ice                       | Ice cream                | アイスクリーム                 |
| Scent                     | Perfume                  | 香水                           |
| They've a very nice house | They've a lovely home    | 彼らはすばらしい家を持っている |
| I was sick on the boat    | I was ill on the boat    | 私は船酔いした                 |
| Looking-glass             | Mirror                   | 鏡                             |
| Chimneypiece              | Mantelpiece              | マントルピース                 |
| Graveyard                 | Cemetery                 | 共同墓地                       |
| Spectacles                | Glasses                  | めがね                         |
| False teeth               | Dentures                 | 入れ歯                         |
| Die                       | Pass on                  | 死ぬ                           |
| Mad                       | Mental                   | 気が狂った                     |
| Jam                       | Preserve                 | ジャム                         |
| Napkin                    | Serviette                | テーブルナプキン               |
| Sofa                      | Settee or couch          | ソファ                         |
| Lavatory or loo           | Toilet                   | トイレ                         |
| Rich                      | Wealthy                  | 裕福な                         |
| Good health               | Cheers                   | 乾杯                           |
| Lunch                     | Dinner (for midday meal) | 昼食                           |
| Pudding                   | Sweet                    | デザート                       |
| Drawing room              | Lounge                   | 客間                           |
| Writing-paper             | Note-paper               | 便箋                           |
| What?                     | Pardon?                  | 何て言ったの？                 |
| How d'you do?             | Pleased to meet you      | お会いできてうれしいです       |
| Wireless                  | Radio                    | 無線                           |
| (School)master, mistress  | Teacher                  | 教師                           |